# 柳隱
柳隱（189年—268年），字休然，蜀郡成都人。為三國時期蜀漢的將領。

## 生平
年少時與同郡杜禎、柳伸並知名。為人忠心體國，多次隨大將軍姜維北伐，常衝鋒陷陣、臨事設計、勇略三軍，後被姜維派去鎮守漢中黃金城。魏滅蜀之戰時，漢中失陷後，鍾會軍圍黃金城，柳隱堅守不動，鍾會無法攻下黃金城，便派別的將領繼續攻打黃金城。鄧艾偷渡陰平小道，兵臨成都，劉禪出降，乃下手令命柳隱投降，柳隱才降魏軍。司馬昭聞之，深喜柳隱之忠心。晉代魏後，晉武帝下召命柳隱擔任西河太守，柳隱在官三年，後告假回蜀，死於家中，年八十歲。

## 評價
- 《華陽國志》常璩：「西河烈烈，秉義居貞。」